# Edmund Hillary
Edmund Percival Hillary (20. července 1919, Auckland – 11. ledna 2008, Auckland) byl novozélandský horolezec a průzkumník, proslulý tím, že jako první vystoupil na horu Mount Everest. Vrcholku této hory vysoké 8848 metrů dosáhl 29. května 1953 se Šerpou Tenzingem Norgayem.
Byl držitelem následujících vyznamenání: Podvazkový řád, Řád Nového Zélandu, Řád britského impéria.

## Mládí
Vyrostl v malé vesnici Tuakau jižně od Aucklandu, kde otec jako veterán první světové války dostal přidělenou půdu a kam se rodina přistěhovala v roce 1920 z Aucklandu. Otec byl původně novinář, založil místní noviny, ale kromě toho se věnoval hlavně chovu včel. Edmund měl sestru June (nar. 1917) a bratra Rexe (nar. 1920).

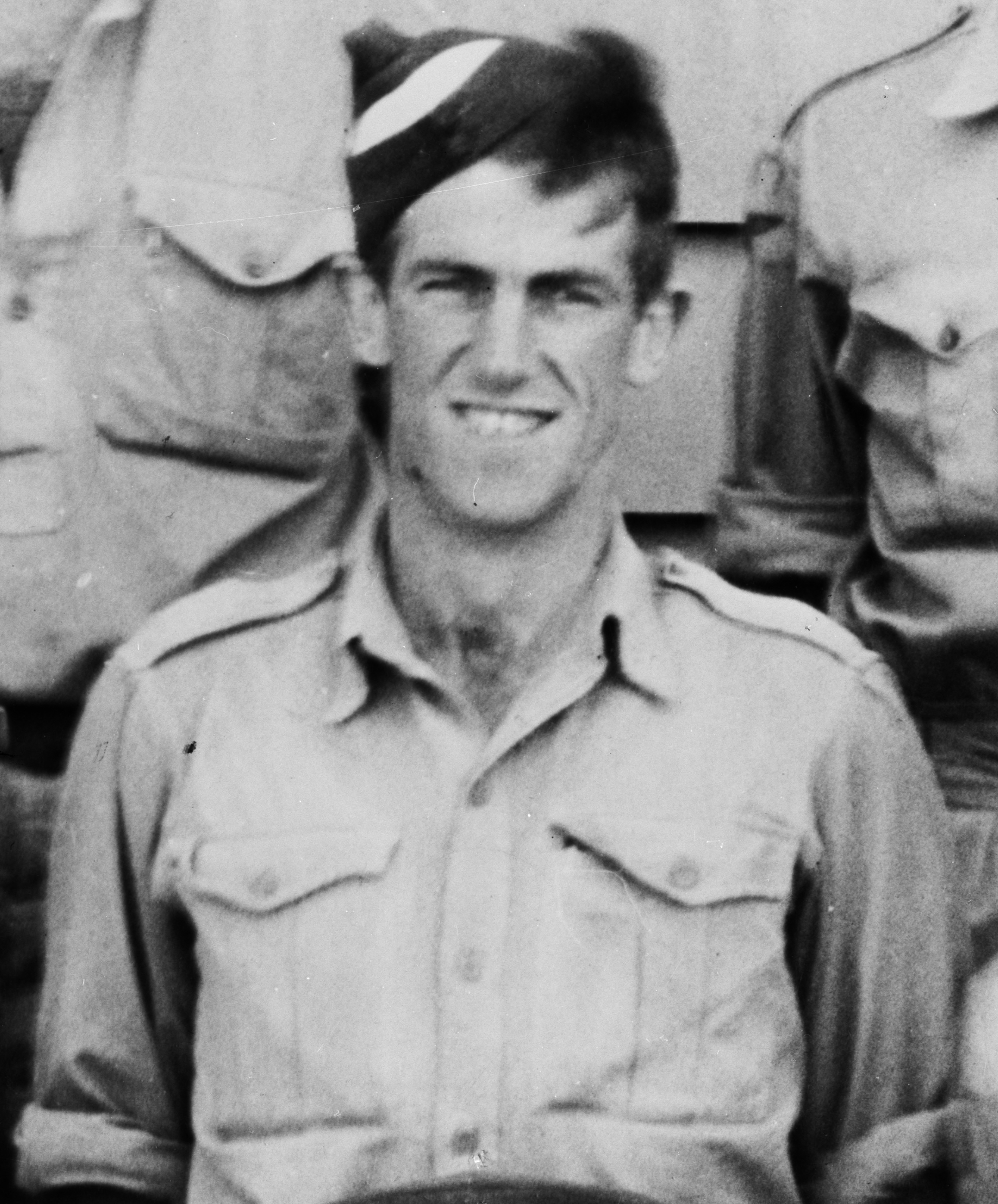
Hillary jako příslušník královského letectva

Edmund Hillary až do svých 16 let neviděl hory ani sníh. Tvrdě dřel ve včelařském podniku svého otce a už v 10 letech z něho byl dokonalý včelař. Ale v zimě roku 1935, když byl v šesté třídě, se zúčastnil školního výletu do hor a od té doby nežil téměř pro nic jiného. Začal se zajímat o horolezectví a během studií na vysoké škole v Aucklandu se stal členem trampského klubu. Ze školy odešel po dvou letech a od roku 1938 pracoval na rodinné včelařské farmě. Svůj první velký výstup uskutečnil v roce 1939, kdy dosáhl vrcholu Mount Ollivier v pohoří Seally na Jižním ostrově. 
Během druhé světové války sloužil v královském letectvu Nového Zélandu jako navigátor. V roce 1945 byl poslán na Fidži a na Šalamounovy ostrovy, kde byl zraněn při nehodě. S těžkými popáleninami se vrátil domů. Více než práce na otcově farmě ho však lákalo horolezectví. 
V roce 1946 už měl značné zkušenosti a také měl slezeny všechny vysoké hory na Novém Zélandu. V té době také potkal horského průvodce Harryho Ayrese, s kterým po tři sezóny zlézal horské vrcholy a který ho mnohému naučil. V roce 1950 při příležitosti návštěvy sestry a otce v Evropě prozkoumal Alpy. Spolu s dalším přítelem Georgem Lowem začali pomýšlet na Himálaj.

## Dobytí Mount Everestu

### První výprava na Mount Everest
V roce 1951 se Hillary zúčastnil britské výpravy na Mount Everest vedené zkušeným Ericem Shiptonem. Cílem nebylo dobýt nejvyšší horu světa, ale najít cestu k ní přes Nepál, který čerstvě otevřel hranice. Výprava se nezdařila na 100 %, cesta však nalezena byla.

### Pokusná výprava do Himálaje
Jelikož nepálská vláda na rok 1952 udělila povolení na Mount Everest jen švýcarské výpravě, rozhodla se Královská zeměpisná společnost a Klub alpinistů, že vypraví alespoň pokusnou výpravu na získání zkušeností. Výpravu vedl znovu Eric Shipton. Jelikož se Švýcarům pokus o výstup na Mount Everest nezdařil, tak se všechna píle, výstroj a lidé začali připravovat na pokus v roce 1953.

### Výstup na Mount Everest 1953

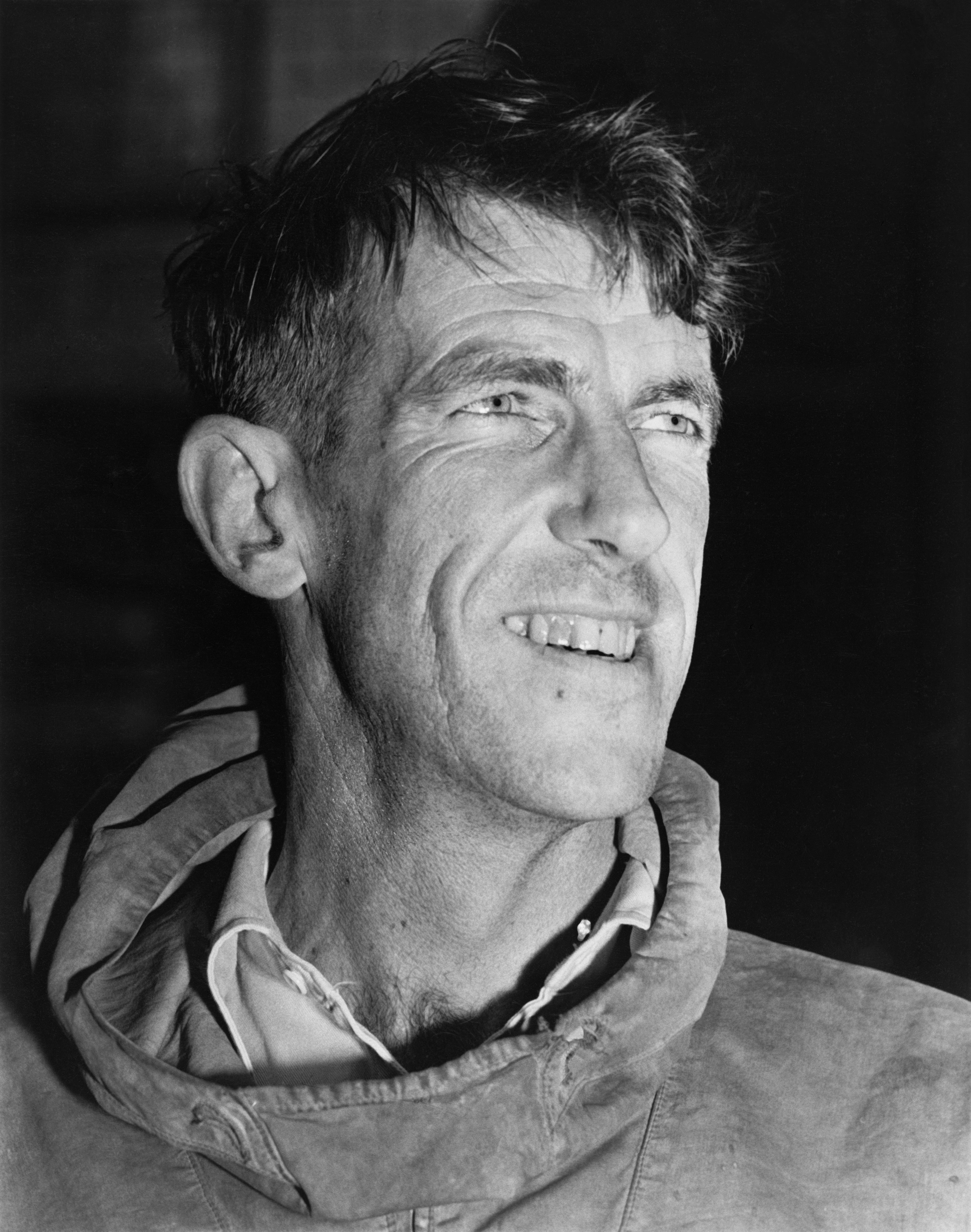
Edmund Hillary (1953)

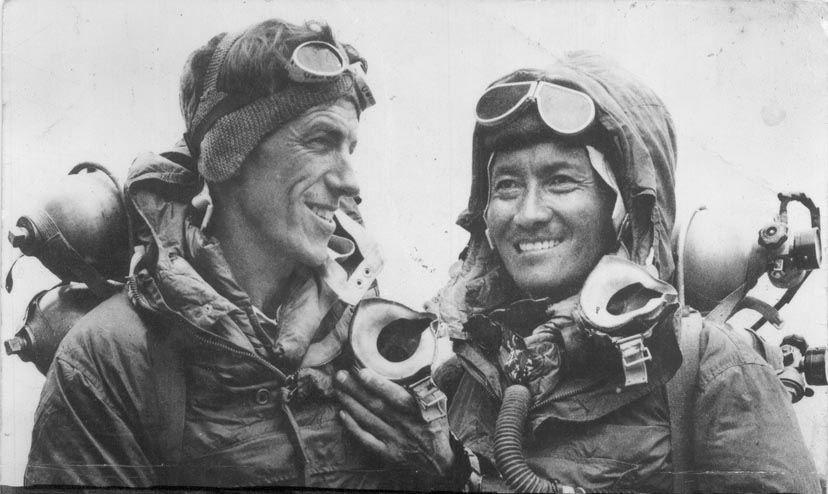
Edmund Hillary (vlevo) a Tenzing Norgay (vpravo)

Celá výprava, vedená plukovníkem Johnem Huntem, do Indie dorazila v březnu 1953. Po aklimatizačním období se v květnu 1953 dostala až k úbočí Mount Everestu. Po zdlouhavém a velmi namáhavém postupu vzhůru se konečně vydala 1. skupina Charles Evans a Tom Bourdillon na 1. pokus o výstup na vrchol. Kvůli špatně fungujícímu kyslíkovému přístroji Charlese Evanse se dostali do výšky 8 500 m n. m. a museli sestoupit. Všechno tedy směřovalo k 2. pokusu, kterého se měl zúčastnit právě Hillary a velmi zkušený šerpa Tenzing Norgay, který se zúčastnil i neúspěšné švýcarské výpravy. Pokus začal 28. května a postupně se z tábora VIII dostali až do tábora IX, kde přečkali noc. Ráno vyrazili, obtěžkáni kyslíkovými přístroji. Už v 11.30 dosáhli vrcholu. Ed pořídil několik fotografií (mimo jiné i slavnou fotografii Tenzinga držícího cepín s nepálskou a britskou vlajkou). Žádná fotografie Edmunda nevznikla, jelikož (podle Hillaryho) Tenzing neuměl fotografovat, ten to však ve své knize Muž z Everestu vyvrací. Poté, neztrácejíce drahocenný čas (na vrcholu strávili pouze 15 minut), se vydali zpátky k táboru IX a dál směrem až k táboru VI. Bylo domluveno, že když se pokus zdaří, tak se v táboře VI udělá ze spacích pytlů písmeno T jako TOP, aby hlavní skupina v Západní kotlině v táboře IV věděla, že se pokus zdařil. Ale jelikož bylo větrno a vánice, tak z tohoto nápadu sešlo. Druhý den vyrazili zpátky k táboru IV a následně domů.
Zpráva o dobytí Mount Everestu do světa dorazila v den korunovace britské královny Alžběty II.. Po návratu do Káthmándú se dozvěděli, že Hillary i Hunt byli jmenováni rytíři Řádu britského impéria. 
Ihned po úspěšné expedici na Everest zveřejnili Hillary a John Hunt své vyprávění o expedici The Ascent of Everest (Výstup na Everest).

## Život po zdolání Mount Everestu

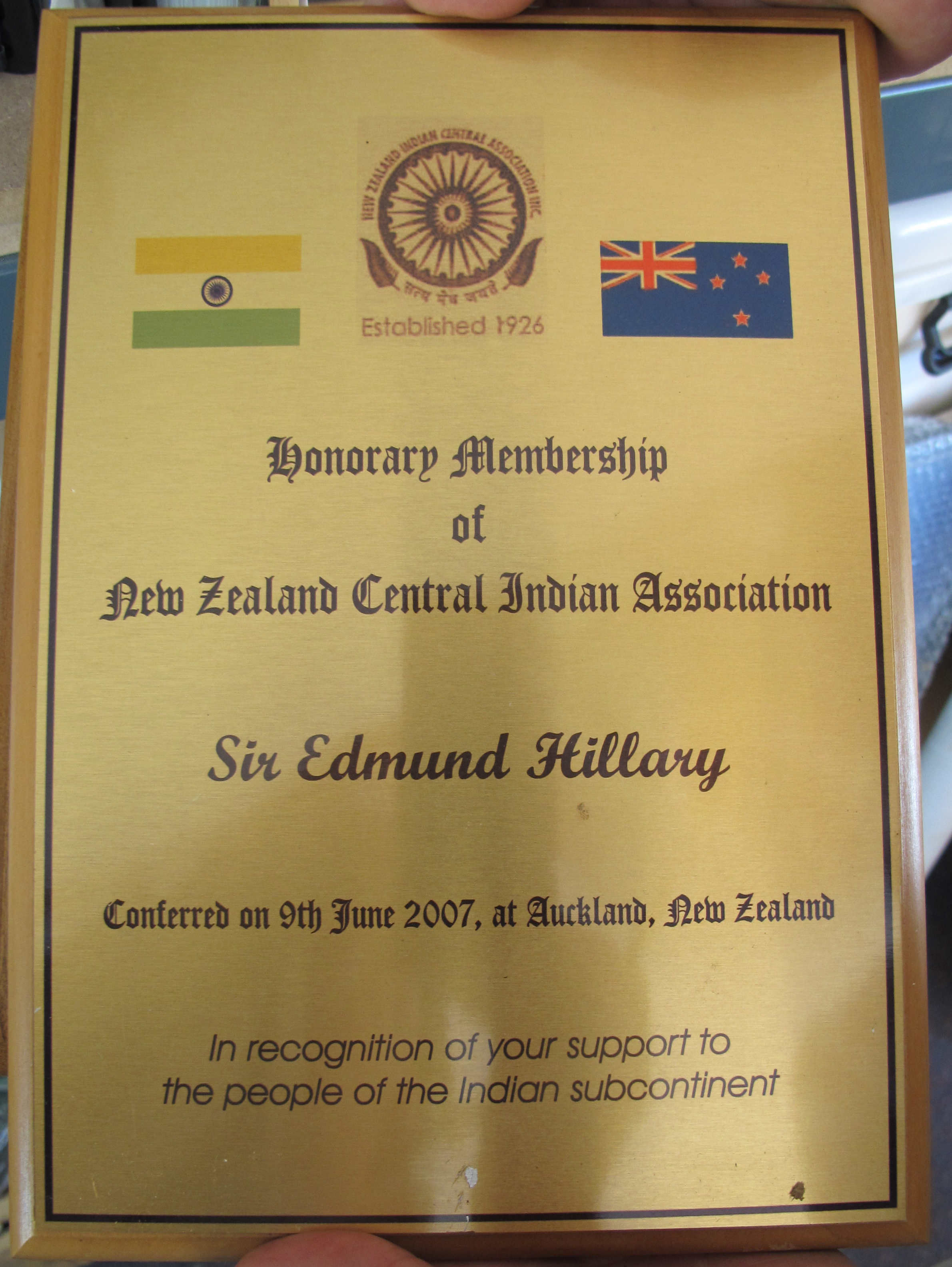
Čestná plaketa udělená Hillarymu v roce 2007 za podporu lidu indického subkontinentu

Hillary při dalších návštěvách v letech 1956, 1960–1961 a 1963–1965 zdolal deset dalších vrcholů v Himálaji. Vydal se po stopách yettiho, v roce 1977 vedl expedici, během které zdolali (s pomocí motorových člunů) řeku Gangu.
V rámci Transantarktické expedice Commonwealthu dosáhl Jižního pólu po souši v roce 1958. Zúčastnil se také výpravy na Severní pól (mimo jiné s prvním člověkem na Měsíci Neilem Armstrongem). Stal se prvním mužem, který stanul na všech třech pólech, tzv. „Three Poles Challenge“, to se později podařilo také jeho synovi.
Od roku 1960 se Hillary věnoval pomoci nepálskému lidu prostřednictvím organizace Himalayan Trust, kterou založil a vedl až do své smrti. Jeho úsilí přispělo k výstavbě mnoha škol a nemocnic v Nepálu. Byl čestným prezidentem mezinárodních neziskových organizací zaměřených na ekologii a ochranu hor.
V letech 1985 až 1988 působil jako vysoký komisař Nového Zélandu v Indii a Bangladéši a současně jako velvyslanec v Nepálu. Hillarymu byla udělena četná vyznamenání, včetně titulu rytíře Podvazkového řádu v roce 1995.
V roce 1993 měla česká veřejnost možnost spatřit Sira Edmunda Hillaryho na vlastní oči při přednášce v Kongresovém sále v Praze.
Zemřel na srdeční selhání 11. ledna 2008 v nemocnici v Aucklandu. Po jeho smrti byl na Novém Zélandu vyhlášen státní smutek a vypraven státní pohřeb. Hillaryho popel byl rozptýlen v zálivu Hauraki, část pak uložena v nepálském klášteře poblíž Everestu.

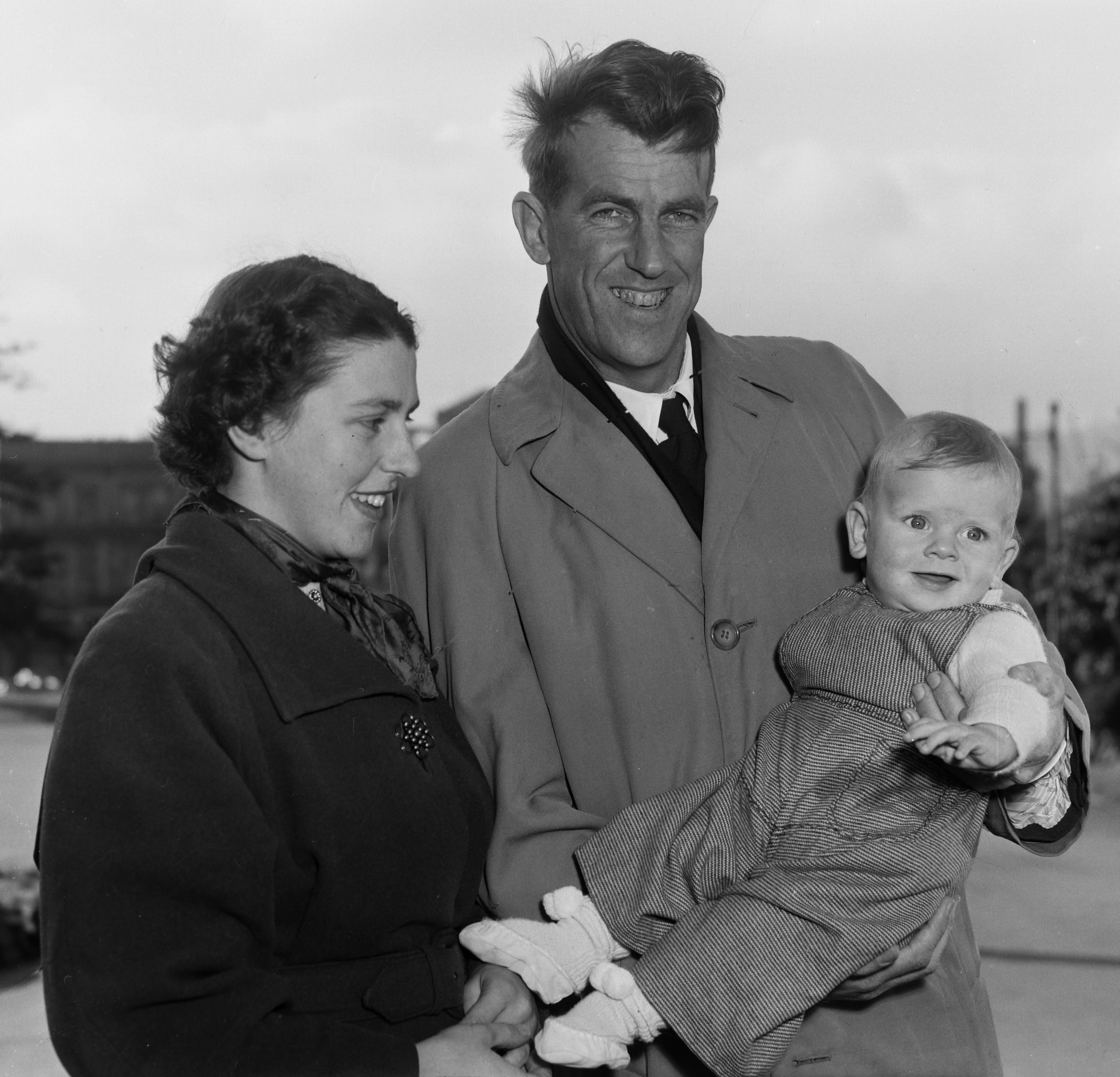
Hillary s manželkou a synem Peterem (1955)

## Osobní život
Krátce po výstupu na Everest se Hillary v září 1953 oženil s Louise Mary Rose. Měli tři děti, Petera, Sarah a Belindu. Manželka s dcerou Belindou zahynuly v roce 1975 při leteckém neštěstí poblíž letiště v Káthmándú na cestě k Hillarymu do vesnice Phaphlu, kde pomáhal stavět nemocnici. V roce 1989 se oženil s June Mulgrewovou, vdovou po jeho blízkém příteli Peteru Mulgrewovi.
Hillaryho domovem byla po většinu jeho života nemovitost na Remuera Road v Aucklandu,  kde si v důchodu rád četl dobrodružné a sci-fi romány.

## Vyznamenání
- rytíř-komandér Řádu britského impéria – 6. června 1953[11]
- Korunovační medaile Alžběty II. – 1953
- Řád Nového Zélandu – 6. února 1987
- rytíř Podvazkového řádu – 22. dubna 1995[12]
- komtur Řádu za zásluhy Polské republiky – 17. června 2004
- Hvězda 1939–1945